# Vegger
Vegger is een plaats in de Deense regio Noord-Jutland, gemeente Vesthimmerland. De plaats telt 353 inwoners (2008).